# UK (musikgrupp)
U.K. var en brittisk supergrupp inom den progressiva rockgenren som var verksamt i slutet av 1970-talet.

## Historik
U.K. var en kortlivad brittisk supergrupp inom den progressiva rockgenren, skapad utifrån ett initiativ av Bill Bruford (känd från bland andra Yes, Bruford och King Crimson) och John Wetton (känd från bland andra Roxy Music och King Crimson). De två kontaktade Allan Holdsworth (känd från bland andra Bruford och Gong) samt Eddie Jobson (känd från bland andra Curved Air och Roxy Music). Debutalbumet från 1978, där samtliga ursprungliga medlemmar medverkar, anses av många vara gruppens bästa skiva och ett klassiskt album inom genren.
Efter debutalbumet valde batteristen Bill Bruford samt gitarristen Allan Holdsworth att lämna gruppen på grund av diverse meningsskiljaktigheter. Kvar blev följaktligen keyboardisten/violinisten Eddie Jobson samt basisten/vokalisten John Wetton som tillsammans med nyrekryterade batteristen Terry Bozzio (som bland annat spelat med Frank Zappa) formade en ny bandkonstellation.
1979 släppte den nybildade trion albumet Danger Money, och sedermera släpptes livealbumet Night after Night som innehöll inspelningar från sommarturnén i Japan (ett album som för övrigt innehåller spåren As Long As You Want Me Here och Night after Night som tidigare ej släppts på något av gruppens studioalbum).
Kort därefter upplöstes gruppen. Eddie Jobson medverkade sedan på Jethro Tull-albumet A (1980), John Wetton bildade under 1980-talet supergruppen Asia och Terry Bozzio bildade gruppen Missing Persons tillsammans med sin dåvarande fru.
UK är i allmänhet karaktäriserad för sin virtuosa spelstil. Asymmetriska taktarter, jazz-orienterade harmonier, avancerad stämsång och komplexa solon är i mångt och mycket vad som anses vara synonymt med gruppen.
År 1997 förekom rykten kring en återförening av bandet. Inblandade musiker var enligt utsago Bruford, Jobson samt Wetton. Planerna infriades aldrig och projektet lades ner, troligen på grund av meningsskiljaktigheter mellan Jobson och Wetton. Jobson bildade 2007 bandet UKZ.

## Diskografi

### Studioalbum
- 1978 – U.K. (med låten "Alaska")
- 1979 – Danger Money

### Livealbum
- 1979 – Night After Night
- 1999 – Concert Classics, Vol. 4
- 2013 – Reunion - Live in Tokyo